# Personaggi di Doom Patrol
La Doom Patrol ha una singolare galleria di personaggi comprimari, principalmente creata durante il ciclo di storie sceneggiate da Grant Morrison.

## Personaggi principali

### Primo gruppo
- Cliff Steele / Robotman
- Rita Farr / Elasti-Girl
- Larry Trainor / Negative Man
- Niles Caulder / Chief
- Steve Dayton / Mento
- Garfield Logan / Beast Boy

### Secondo gruppo
- Josh Clay / Tempest
- Valentina Vostok / Negative Woman
- Arani
- Eleanor Poole / Rebis
- Kay Challis / Crazy Jane
- Dorothy Spinner

### Terzo gruppo
- Ted Bruder / Fast Forward
- Vic Darge / Kid Slick
- Shayleen Lao / Fever
- Ava / Freak

### Quarto gruppo
- Cliff Steele
- Rita Farr
- Larry Trainor
- Niles Caulder
- Faith
- Nudge
- Vortex
- Grunt

### Altri media

#### Serie televisiva
- Cliff Steele / Robotman
- Rita Farr / Elasti-Girl
- Larry Trainor / Uomo Negativo
- Niles Caulder / Chief
- Kay Challis / Crazy Jane
- Victor Stone / Cyborg

## Alleati
Gli alleati della Doom Patrol inseriti da Grant Morrison possono essere personaggi insoliti quanto i suoi avversari.
- Willoughby Kipling: mago di strada dal pessimo carattere. Beve volentieri e fuma in continuazione. Ha l'aspetto di un detective hard-boiled con l'impermeabile e una bottiglia di whisky in tasca. Probabile derivazione o parodia di John Constantine. Malgrado l'apparenza, è un mago di tutto rispetto.
- Danny la Via (Danny the Street). È una strada che viaggia, legge fumetti e comunica con cartelli alle finestre od altri artifizi. Il nome è derivato da Danny La Rue. Presenta molti elementi LGBT, pur essendo un pezzo di paesaggio senziente.
- Flex Mentallo. Eroe della spiaggia, l'Uomo del Mistero Muscolare: ognuno dei suoi muscoli ha un potere differente. La sua serie è stata tradotta in italiano prima dell'episodio relativo di Doom Patrol.

## Avversari
Durante l'arco narrativo di Grant Morrison alla serie a fumetti Doom Patrol appaiono alcuni avversari estremamente insoliti e stravaganti, anche per gli standard eccentrici della Doom Patrol.
- Gli Uomini Forbice sono una razza di esseri inesistenti che attaccano gli esseri esistenti, ritagliandoli via dalla realtà. Il loro mondo è la città (inesistente) di Orqwith. Gli Uomini Forbice hanno grandi forbici al posto delle mani e parlano per aggregati pseudo-casuali di parole. O meglio, di paroloni. Questi esseri metafittizi fanno parte di una setta che adora un dio posto nell'intersezione dei mondi. I loro ideatori li hanno concepiti come una sorta di Sacra Inquisizione, ma in realtà, come Crazy Jane afferma nel corso della stessa storia, sono derivati dal sarto del Pierino Porcospino di Heinrich Hoffmann.
- Red Jack è un essere quasi-onnipotente che ritiene di essere Jack lo Squartatore nonché Dio. Vive in una casa senza finestre, torturando farfalle e non può materializzarsi nel nostro mondo.

Nella seconda stagione della serie televisiva ispirata al ciclo, prevista per il 2020, è stato creato dal Decreatore di cui è discepolo.
- Mr. Nobody: Herr Niemand! Il Signor Nessuno! L'uomo astratto! Quest'adorabile personaggio è veramente un cattivo ragazzo oppure è semplicemente folle? Oppure vuole il bene dell'umanità? Di sicuro il suo punto di vista è decisamente sfasato rispetto al resto del genere umano. Un tempo il Signor Nessuno era qualcuno! Era Mr. Morden, un ex-membro della vecchia Confraternita del Male e costruiva robot giganti. Perseguitato dai suoi colleghi Cervello e Mr. Mallah, fugge in Paraguay. In seguito a un disastroso test psicologico con le macchie (in realtà un terribile esperimento di deprivazione sensoriale) diviene una sorta di silhouette e acquista una nuova visione dell'esistenza. È lui il capo e il fondatore della Confraternita del Dada. I suoi dialoghi e i suoi discorsi sono tra i più brillanti del fumetto.
- La Confraternita del Dada è un gruppo anarchico che combatte per l'assurdo e l'irrazionale. Si compone di cinque membri:
  - Mr. Nobody: vedi sopra
  - Holly McKenzie, detta la Sonnambula (Sleepwalk): è dotata di una forza straordinaria, ma solo mentre dorme. Di solito si risveglia tra le macerie.
  - Furore (Frenzy): Lloyd Malcolm Jefferson è un barbone che può trasformarsi in una tromba d'aria.
  - La Nebbia: Byron Shelley può trasformarsi in una psichedelica nebbia assassina che assorbe la gente. Ma il suo vero nome... gli fu dato da genitori appassionati di poesia romantica. "Immaginate che inferno, a scuola?"
  - Il Quiz: una donna con una paura patologica dello sporco che possiede letteralmente tutti i superpoteri cui non si è ancora pensato; quando vengono pensati o nominati, lei li perde. È giapponese.
- La Seconda Confraternita del Dada: persegue gli stessi obiettivi della prima. Il capo e fondatore è sempre Mr. Nobody. Gli altri membri sono un po' diversi. ("Agent !", "Alias la macchia", "Love Glove", "Numero Nessuno"... e "Il Giocattolo", arrivata però in ritardo). Ma sono veramente degli avversari della Doom Patrol? Cliff Steele pensa di sì, Crazy Jane pensa di no.
- Il Quinto Cavaliere, il Cavaliere Nascosto: è il Quinto Cavaliere dell'Apocalisse, venuto a porre fine all'universo. Viene sconfitto dall'alleanza della Doom Patrol con la Confraternita del Dada, anche grazie a un'idea appropriata di Mr. Nobody.
- Il Cervello e Monsieur Mallah. Questi due personaggi non sono creazioni di Morrison, ma sono due personaggi importanti nella vecchia serie: rispettivamente, un cervello in bottiglia e un gorilla intelligente con basco e armamento pesante. Sono i capi della vecchia Confraternita del Male. In questa versione, i due sono inseparabili e fanno un'apparizione grottesca alla fine del secondo libro.
- Il Culto del Libro Non Scritto è una setta che ritiene apparentemente che la creazione del mondo sia il peccato originale. Questo culto si articola in varie sezioni: 
  - Temi il Cielo (Fear the Sky): un gruppo di assassini del culto. Cravatta, giacca insanguinata, profumo di violette, orologio a panciotto e oggetti astronomici al posto delle teste. Viaggiano attraverso gli orologi.
  - Gli Scapoli Cinici (The Dry Bachelors). "Forse non tutti sanno che il corpo umano perde qualche milione di squame di pelle ogni giorno". Ecco la ricetta: raccogliete qualche miliardo di quelle squame di pelle e alcune lettere d'un amore andato a male. Fate unire il tutto dai Chirurghi del Culto. Otterrete dei mostri in giacca e cravatta che agitano dei palloncini e dei martelloni. Tenersi a debita distanza.
  - Gli Aquiloni del Mistero (The Mistery Kites): confezionati con la pelle, le ossa e i fantasmi di vittime assassinate all'uopo. Per gli assassini, vedi alla voce: gli Scapoli Cinici. Sono schiavizzati dal Culto e utilizzati come ricognitori.
  - I Ragazzi Inesistenti (The Never-Never Boys): sono Wynken, Blynken e Nod. Appaiono stridendo, pedalano su tricicli indossando maschere antigas e vecchi cappotti, e sfrecciano sui pavimenti, sulle pareti, sui soffitti.
  - La Polizia Pallida (Pale Police): un altro gruppo di assassini del Culto. Grossi, maleodoranti e mascherati con l'impronta digitale della loro futura vittima, questi sgradevoli individui parlano esclusivamente per anagrammi.
  - Le Piccole Sorelle di Nostra Signora del Rasoio (Little Sisters of Our Lady of the Razor): apparentemente, suore nane infernali.
  - I Bambini Ago (Needle Children): sono invisibili attraverso il vetro.
  - Jack Sussurro (Whispering Jack):  il suo abbigliamento ricorda un dottore della peste secentesco, ; in realtà si occupa di ben altre ricette.
  - Le ombre di Hiroshima (Hiroshima Shadows): torme di presenze biancastre che si lamentano in giapponese.
  - Sciame di bocche. Litigano tra di loro.
  - Le Lame Piangenti (Weeping Blades): dall'apparenza di cadaveri decapitati, scorticati e incoronati con lame, tutto ciò che fanno è scrivere strani slogan sui muri.
  - Il Sudario sui Trampoli: uno dei Grotteschi Minori.
  - Gruppo di uomini verdi, simili a statue, che ripetono in coro: "Vermi. Vermi. Che strisciano". Non viene dato un nome a questo gruppo.
  - Gli Incappucciati (The Hoodmen): chiamati così in mancanza di altri nomi. Sono ladri di parole. Hanno voci stupide e stridule.
  - Gli Arconti di Nurnheim (The Archons of Nùrnheim): apparentemente, due marionette giganti incoronate, una maschile e una femminile. Parlano manovrando due burattini, Punch e Judy. Il manovratore delle marionette resta invisibile durante tutta la storia.
  - Le pelli affamate (Starving Skins): sono tenute insieme da spille da balia, e attaccano armate di forchetta.
  - Il Mastro Campanaro (The Bellmaster): ha testa d'uccello ed è insolitamente garbato rispetto agli altri membri del Culto.
- Il Decreatore: rappresenta la fine di tutto, esistente o non; ha poteri paragonabili a quelli della Presenza. Il suo potere è tale che la Doom Patrol ha solo trovato un modo per rallentarlo, ma alla fine distruggerà comunque il multiverso.
- The Beard-Hunter (Il Cacciatore di Barbe). La sua frase preferita è «Sono il migliore in quello che faccio. Cosa faccio? Caccio barbe». Un pazzo con armamento pesante, nonché parodia del Punitore e di altri personaggi violenti (come Wolverine), presenti nei fumetti. Prenderà di mira un Niles Caulder a sua volta particolarmente di cattivo umore. La fine giungerà rapidamente.

- Il Candelaio: prima qualche indizio, poi un paio di apparizioni, infine appare. La fine del mondo reale. Si rivela come l'avversario finale della Doom Patrol di Morrison e riesce a materializzarsi nel mondo sfruttando i poteri di Dorothy Spinner. Si presenta come una figura demoniaca con tre occhi e una corona di candele accese.

Nei sogni di Dorothy Spinner è dotato di zoccoli; la sua materializzazione nel mondo fisico assume un'apparenza differente e i suoi dialoghi sono molto più stupidi.

### Caratteristiche comuni di alcuni avversari
Alcuni di questi avversari (Orqwith, Red Jack, Culto del Libro Non Scritto) sembrano decisamente legati a questa domanda. Il Culto del Libro Non Scritto arriva a voler cancellare il problema. 
Altri, come la Confraternita del Dada, sembrano a conoscenza del problema, ma la loro visione dell'universo è molto più variopinta. 
Altri ancora, come il Cervello o come il Cacciatore di Barbe, sono totalmente alieni da questo specifico problema.

## Giochi di parole
Alcuni dei nomi sono giochi di parole (difficili da riportare in italiano): ad esempio, "Dry Bachelors" può tradursi come "scapoli astemi", "scapoli cinici" o "scapoli rinsecchiti" (con riferimento all'aspetto dei suddetti personaggi, composti di scaglie di pelle). Altri nomi sono riferimenti a quadri, libri, filastrocche, canzoni e complessi musicali.